# Milanos historia

Città di Milano

Milanos historia sträcker sig från omkring 600 f.Kr..

## Mediolanum
Enligt gammal tradition skall Milano ha grundlagts av kelterna omkring 600 f.Kr. Staden kallades av romarna Mediolanum och var insubrernas huvudstad, tills den 222 f.Kr. intogs av romarna. Under kejsartiden blev den Italiens andra stad och ett vetenskapernas hem, men led fruktansvärt under folkvandringarnas stormar. 452 blev den erövrad och plundrad av Attila, 490 intagen av arianen Teoderik den store och 539 ödelagd av burgunder och goter. 569 besattes den av langobarderna och införlivades jämte deras rike 774 med Karl den stores välde. Flera av dennes efterföljare lät som kungar av Italien kröna sig i Milano eller Pavia med den i Monza förvarade järnkronan.
Efter Otto I:s kröning 962 hörde Milano med kungariket Italien till det tysk-romerska riket och styrdes genom kejserliga ståthållare. Under 1100-talet gjorde Milano som huvud för det lombardiska stadsförbundet och guelfernas parti ofta uppror mot kejsarna, men blev flera gånger hårt tuktat, i synnerhet av Fredrik Barbarossa 1158 och 1162, vid vilket sistnämnda tillfälle alla borgare måste lämna staden, som förstördes. Efter det lombardiska stadsförbundets seger i slaget vid Legnano 1176 blev Milano genom fördraget i Konstanz 1183 en fri stad, som dock erkände kejsaren som länsherre.

## Hertigdömet Milano

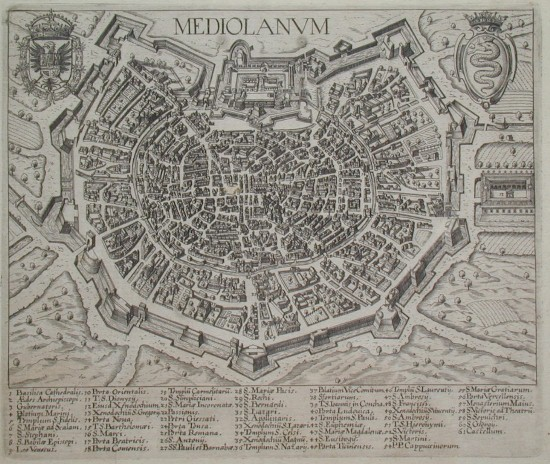
Milano 1621

Partistriderna mellan guelfer, anförda av familjen della Torre, och ghibelliner, med familjen Visconti i spetsen, störde stadens lugn, så att den inte erhöll någon fast författning. Emellertid hade huset Visconti med kejsarnas hjälp utvidgat stadens och sin egen makt över flera av Lombardiets mest blomstrande städer, och 1395 blev Milano huvudstad i det då upprättade hertigdömet Milano under Gian Galeazzo Visconti, som köpte hertigvärdigheten av kejsar Wenzel. Då huset Visconti utslocknade på manssidan 1447 med Filippo Maria, valdes dennes måg Francesco I Sforza till hertig av Milano. 1499 erövrade Ludvig XII av Frankrike Milano, på vilket han gjorde anspråk som ättling av släkten Visconti på kvinnosidan, men han förlorade det under kriget mot den så kallade heliga ligan 1512. Frans I erövrade det på nytt 1515, men miste det åter 1521. Då familjen Sforza utslocknade 1535 med hertig Francesco II Sforza, gav kejsar Karl V hertigdömet som ledigt rikslän åt sin son Filip, varefter det var förenat med Spanien, tills det genom freden i Utrecht 1713 och freden i Rastatt 1714 lades till österrikiska monarkin. Det bildade därefter med hertigdömet Mantua det österrikiska Lombardiet. Genom freden i Wien 1735 och fördraget i Worms 1743 lades delar därav till Sardinien.

## Milano under 1800-talet
Efter det att Napoleon I 1796-97 erövrat norra Italien blev Milano 1797 huvudstad i Cisalpinska republiken, 1802 i Italienska republiken och 1805 i kungariket Italien. Vid dettas upplösning 1814 fick Sardinien sina forna andelar (8,260 km²) tillbaka och Österrike det övriga (21,585 km²) av det forna hertigdömet Milano, som förenades med det nybildade kungariket Lombardiet-Venetien. Under åren närmast före 1848 var Milano huvudsätet för den nationella agitationen mot Österrike, och 18-23 mars 1848 pågick där blodiga gatustrider, som slutade med att de österrikiska trupperna under Josef Radetzky tvingades lämna staden. Redan 6 augusti måste staden som övergivits av piemonteserna öppna portarna för Radetzky. Konfiskering av de emigrerades egendom, en mängd avrättningar och odrägliga skattebördor gjorde österrikarna ännu mer förhatliga; dock undertrycktes lätt det av Giuseppe Mazzini förberedda upproret 6 februari 1853. Efter slaget vid Magenta 4 juni 1859 lämnade den österrikiska besättningen staden, i vilken 8 juni Napoleon III och kung Viktor Emanuel höll sitt intåg. I fredspreliminärerna i Villafranca 12 juli avträddes Milano jämte det övriga Lombardiet till Napoleon, som omedelbart därefter lämnade det till Sardinien.
Galleria Vittorio Emanuele II belägen vid Piazza del Duomo uppfördes 1865–1877.

## Industrialisering
Milano blev ett ledande industricentrum under Italiens industrialisering under andra halvan av 1800-talet och början av 1900-talet. Bland de stora bolagen i staden hörde fordonstillverkaren Alfa Romeo och däcktillverkaren Pirelli. Utanför Milano grundades stora stålverk i Sesto San Giovanni av Gruppo Falck. Industrialiseringen förde med sig en stor invandring från övriga Italien och staden blev ett centrum för arbetarrörelsen.
År 1919 grundade Mussolini sin fascistiska rörelse i Milano och härifrån startades Mussolinis march till Rom.

## Andra världskriget

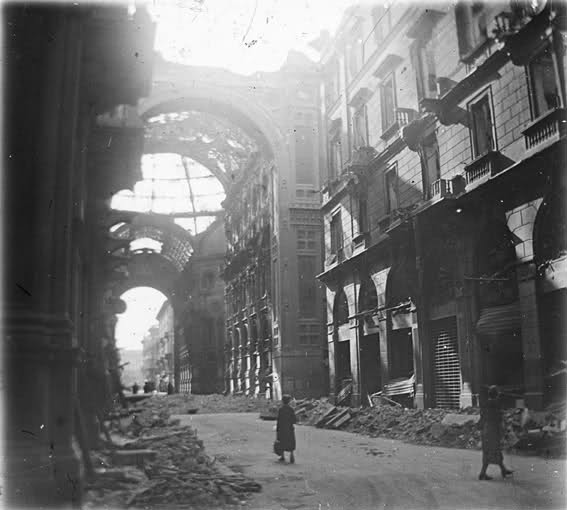
Utbombad Galleria Vittorio Emanuele II

Under andra världskriget bombades staden svårt av de allierade och amerikanska trupper intog staden 1945. Då hade motståndsrörelsen tagit över kontrollen av staden och avrättat Mussolini och andra fascistledare.

## Ekonomisk boom

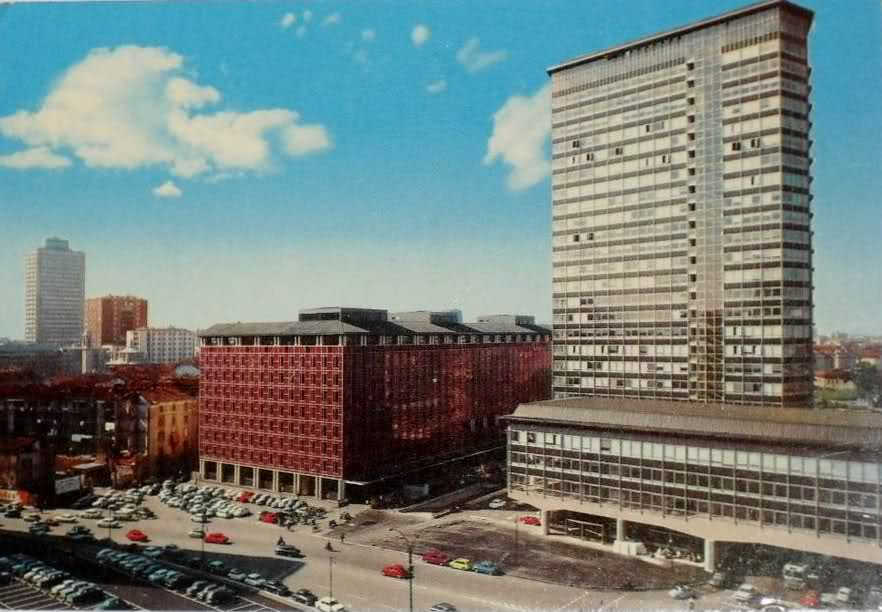
Milano på 1960-talet

Efter andra världskriget följde en ekonomisk boom från 1950-talet och framåt med stor inflyttning till Milano. Staden återuppbyggdes och fick nya landmärken som Pirellihöghuset. I slutet av 1960-talet och under 1970-talet startade en våg av gatuvåld, politisk terrorism och strejker, bland annat Bombdådet på Piazza Fontana 1969 då en kraftig bomb detonerade inne på Banca Nazionale dell'Agricoltura, varvid 16 människor dödades och 88 skadades.
Under 1990-talet briserade Tangentopoli, en stor politisk skandal med många lokala politiker och affärsmän inblandade. Milano drabbades också av en finanskris och ekonomin genomgick en omfattande omstrukturering, bland annat lades industrier som Alfa Romeo i Arese ned.
2015 arrangerades världsutställningen Expo 2015 i Milano.